# 차일드라이크
차일드라이크(본명: 권민성, 2001년 5월 12일 ~)는 대한민국의 래퍼이다. 2020년 싱글 《We’re not rich》로 데뷔했다.

## 방송
- 하고싶은말을해라 2 (2021) - Top20

## 공연
- YNC 단독공연 (2021)